# ليون بورنس
ليون بورنس (بالإنجليزية: Leon Burns)‏ هو لاعب كرة قدم أمريكية أمريكي، ولد في 15 سبتمبر 1942 في أوكلاند في الولايات المتحدة، وتوفي في 22 ديسمبر 1985.

## وصلات خارجية
- ليون بورنس على موقع مرجع كرة القدم المحترفة.كوم (الإنجليزية)